# Resko Przymorskie
Resko Przymorskie [ˈrɛskɔ pʂɨˈmɔrskʲɛ] (deutsch Kamper See) ist ein Strandsee in der zu Hinterpommern gehörenden polnischen Woiwodschaft Westpommern. Das Gebiet des Sees gehört zu den Gemeinden Trzebiatów (Treptow an der Rega) und Kołobrzeg (Kolberg). Südwestlich lag das ehemals namensgebende und heute nicht mehr existierende Dorf Kamp.
Der See erhielt seinen polnischen Namen Resko Przymorskie im Jahre 1948, nachdem 1945 seitens der sowjetischen Besatzungsmacht ganz Hinterpommern bis auf militärische Sperrgebiete der Volksrepublik Polen zur Verwaltung überlassen worden war.

## Geographische Lage

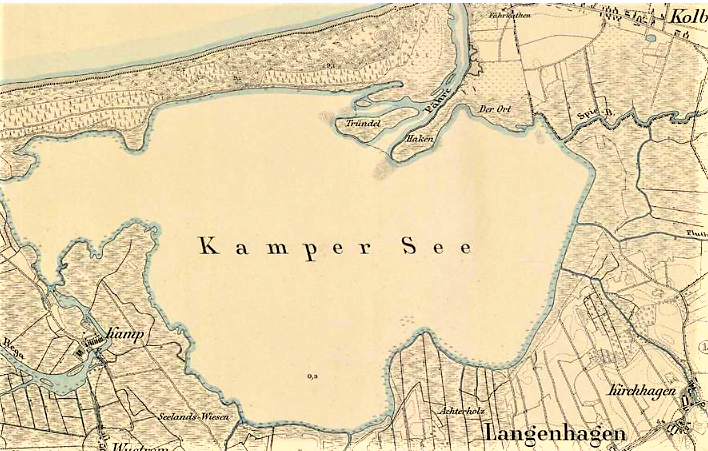
Kamper See auf einer Landkarte von 1877

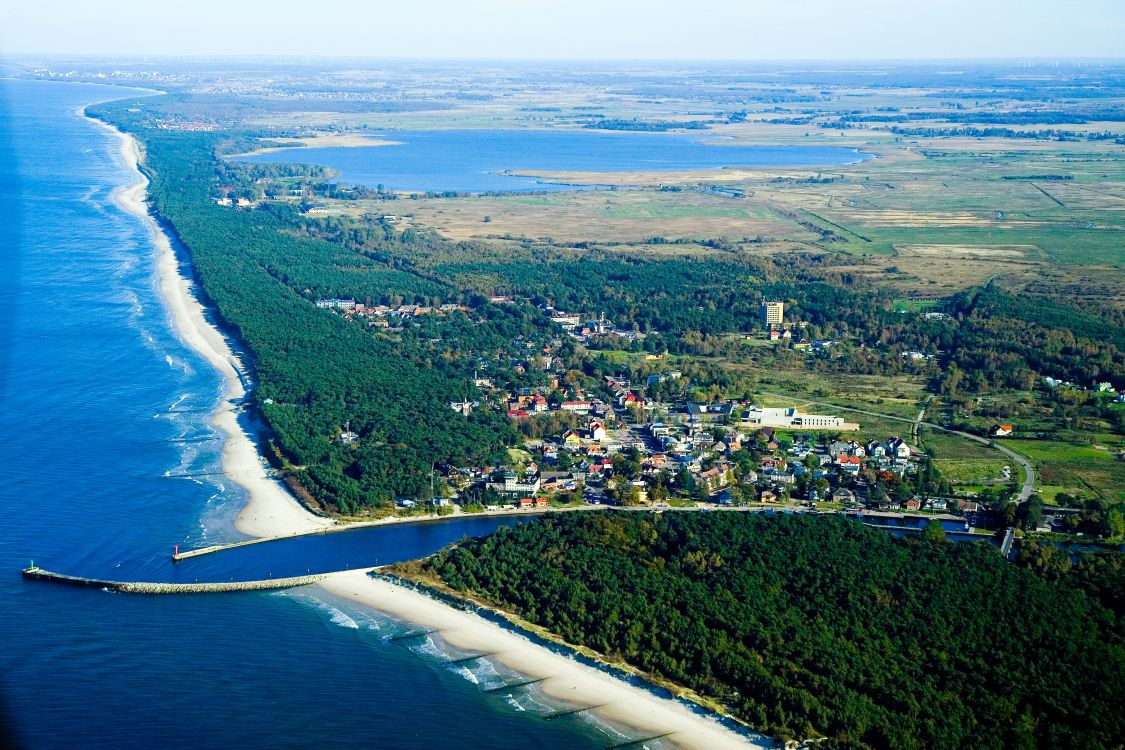
Der Kamper See (im Hintergrund des Bildes) im Hinterland der Ostsee (links) aus der Vogelperspektive von der Mündung der Neuen Rega bei Treptower Deep aus gesehen.

Das Gewässer liegt zwischen den Dörfern (im Uhrzeigersinn) Mrzeżyno (Treptower Deep) im Westen, Rogowo im Nordwesten, Dźwirzyno (Kolberger Deep) im Nordosten, Karcino (Langenhagen) im Südosten und Roby (Robe) im Südwesten.

## Geologische Beschaffenheit
Die Angaben zur Größe der Wasserfläche des vier Kilometer langen und drei Kilometer breiten Süßwasser-Sees schwanken zwischen 553,9 und 668,6 Hektar. Bei einer maximalen Tiefe von 2,5 Metern beträgt das Wasservolumen 7.703.400 m³.
Zuflüsse sind Spiebach (polnisch Błotnica) und Kreiherbach (polnisch Łużanka). Ferner besteht im Westen mit der Alten Rega (polnisch Stara Rega) eine Verbindung zur Rega. Der Abfluss in die Ostsee liegt im Nordosten des Sees bei dem Ostseebad Dźwirzyno (Kolberger Deep).

## Besonderes

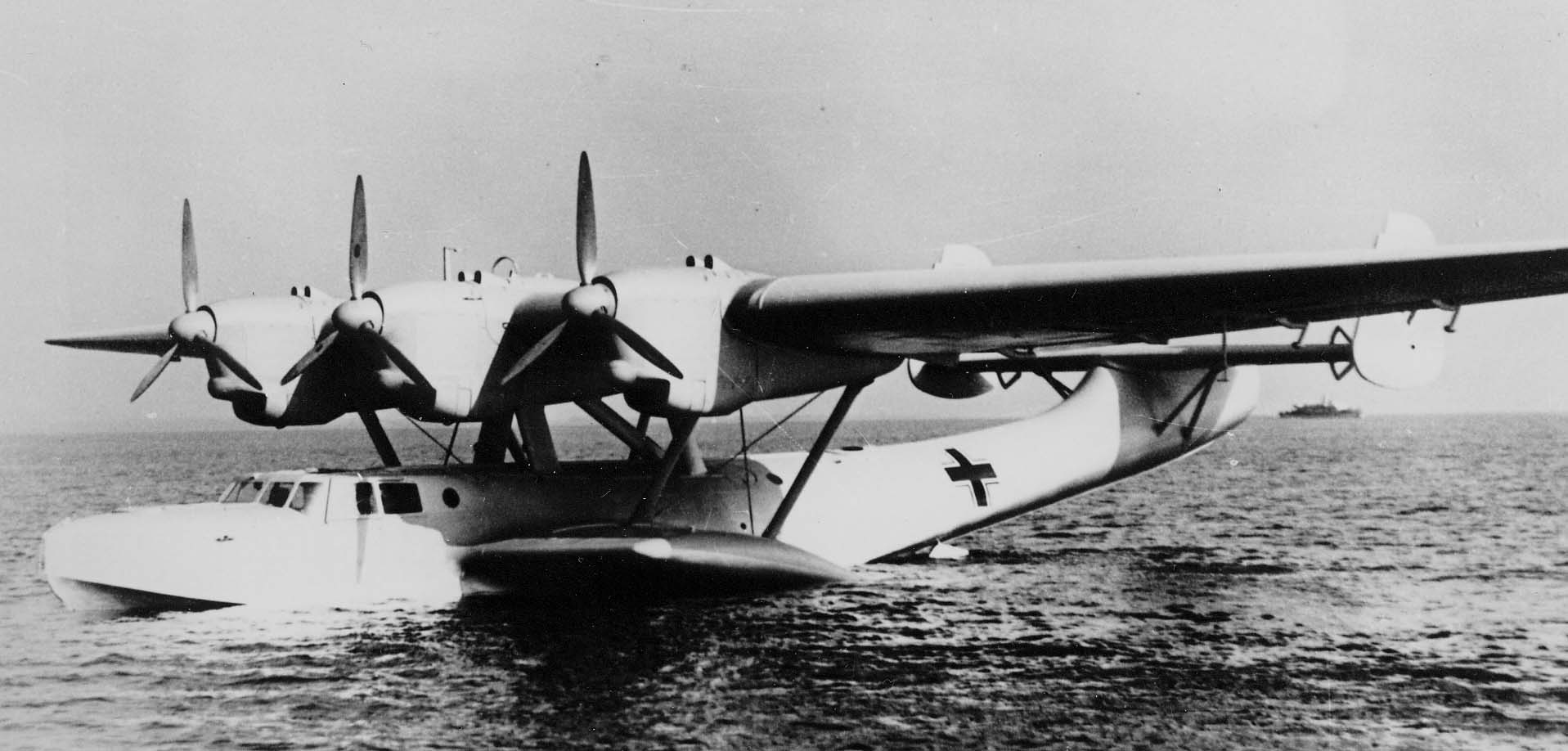
Flugboot Dornier Do 24

Der See lag früher auf der Grenze zwischen den Regierungsbezirken Stettin und Köslin.
Während der Schlacht um Ostpommern in der Endphase des Zweiten Weltkriegs wurden vom Seefliegerhorst Kamp der Seenotstaffeln der Wehrmacht Tausende Flüchtlinge, insbesondere Zivilisten aus dem zur Festung erklärten Kolberg sowie Kinder aus den Lagern der Kinderlandverschickung in Deep und Kamp nach Rügen evakuiert. Dabei kamen vorwiegend Wasserflugzeuge vom Typ Dornier Do 24 der Seenotgruppe 81 zum Einsatz. Diese Flugzeuge waren für nur 18 Insassen ausgelegt und wurden dabei meist stark überladen. Dabei kam es zum Flugzeugabsturz im Kamper See.
Am 5. März 1945 stürzte die Dornier 24 T-3 (Werknummer 1151) unmittelbar nach dem Start ab und versank im See, wobei die vierköpfige Besatzung und 72 Kinder ihr Leben verloren. Nachdem lange die starke Überladung der Maschine als Unfallursache galt, wurden 2010 durch polnische Taucher Einschussstellen und Granatsplitter im Wrack festgestellt, die von Panzern der Roten Armee stammten, die die Front bei Kolberg durchbrochen hatten und vom Südufer des Sees abhebende und landende Maschinen beschossen. Das Wrack wurde nicht geborgen und liegt bis heute (Stand Mai 2018) unter einer 3 m dicken Schlammschicht auf dem Grund. Auf Initiative des Bürgermeisters der Gemeinde Trzebiatów, Zdzisław Matusewicz, bemüht sich seit 2011 unter anderem der Volksbund Deutsche Kriegsgräberfürsorge um eine Hebung und Bestattung der Opfer auf der Deutschen Kriegsgräberstätte Neumark (Stare Czarnowo).